# Lophozia ciliata
Lophozia ciliata là một loài Rêu trong họ Jungermanniaceae. Loài này được Damsh., L. Söderstr. & H. Weibull mô tả khoa học đầu tiên năm 2000.